# Bartosz Lewandowski
Bartosz Lewandowski (ur. 1988 r.) – adwokat, doktor nauk prawnych.

## Życiorys
Absolwent studiów prawniczych na Wydziale Prawa i Administracji Uniwersytetu Warszawskiego, które ukończył z wyróżnieniem w 2012 r. W latach 2010-2011 odbywał studia na Uniwersytecie im. Tomasza Masaryka w Brnie (Republika Czeska).
Absolwent stacjonarnych studiów doktoranckich w Katedrze Doktryn Polityczno-Prawnych, a następnie w Katedrze Socjologii Prawa w Instytucie Nauk o Państwie i Prawie na Wydziale Prawa i Administracji Uniwersytetu Warszawskiego, gdzie prowadził działalność naukową i dydaktyczną z zakresu doktryn polityczno-prawnych oraz teorii prawa w latach 2012-2021. W 2018 r. obronił z wyróżnieniem pracę doktorską na Wydziale Prawa i Administracji Uniwersytetu Warszawskiego pod kierunkiem dr. hab. prof. UW Aleksandra Stępkowskiego.
Od 2021 r. dziekan Wydziału Prawa Uczelni Collegium Intermarium w Warszawie, a następnie w latach 2021-2024 jej rektor. Profesor wizytujący (visiting professor) Ave Maria School of Law w Stanach Zjednoczonych (2023). Członek Rady Programowo-Naukowej „Kwartalnika Prawa Międzynarodowego” wydawanego przez Ministerstwo Sprawiedliwości (w latach 2022-2024).
W latach 2013-2014 odbył aplikację ogólną w Krajowej Szkole Sądownictwa i Prokuratury, podczas której odbywał praktykę w jednostkach prokuratury oraz sądach powszechnych na terenie Warszawy, zapoznając się ze specyfiką pracy w organach ścigania i wymiaru sprawiedliwości. W latach 2014-2016 odbył aplikację adwokacką przy Okręgowej Radzie Adwokackiej w Warszawie, a w 2017 r. uzyskał pozytywny wynik z egzaminu adwokackiego (Izba Adwokacka w Warszawie) i rozpoczął praktykę adwokacką. Od 2018 r. partner zarządzający spółki adwokacko-radcowskiej Khanzadyan Lewandowski i Partnerzy w Warszawie. Od 2014 r. współpracownik Centrum Interwencji Procesowej Ordo Iuris (do 2021 r. Dyrektor Centrum).
W ramach swojej aktywności zawodowej specjalizuje się w prawie karnym oraz sprawach z zakresu dóbr osobistych, jak również w sprawach z zakresu prawa prasowego. Jako adwokat prowadził szereg precedensowych i medialnych postępowań z zakresu ochrony praw i wolności konstytucyjnych. Jako adwokat reprezentował m.in. Marcina Romanowskiego, Mateusza Morawieckiego, Adama Glapińskiego, Sebastiana Kaletę, Michała Wosia, Marcina Warchoła, Patryka Jakiego, Tomasza Terlikowskiego, Samuela Pereirę, sędziów Łukasza Piebiaka, Aleksandra Stępkowskiego, Kamila Zaradkiewicza, zastępców Prokuratora Generalnego Roberta Hernanda, Michała Ostrowskiego czy Krzysztofa Sieraka.
Jako adwokat angażował się również w obronę rodzin, które znalazły się w Polsce wskutek niezasadnego rozdzielenia w innych państwach. W 2019 r. był pełnomocnikiem Denisa Lisowa i jego córek, którzy uciekli ze Szwecji, a w 2021 r. reprezentował chorego na autyzm Martina den Hertoga, który został odebrany rodzicom w Holandii.
Publikuje również m.in. na łamach „Do Rzeczy” „Dziennika Gazety Prawnej” i dziennika „Rzeczpospolita”.

## Wyróżnienia
„Dziennik Gazeta Prawna” umieścił go na 25. miejscu listy najbardziej wpływowych prawników roku 2020. W 2024 r. został laureatem Nagrody Społecznej im. bł. ks. Jerzego Popiełuszki nadawanej przez „Tygodnik Solidarność”.

## Publikacje
- B. Lewandowski (red.), Pozycja i rola biegłego w polskim systemie prawnym, Warszawa 2016[29].
- B. Lewandowski, Sąd Konstytucyjny Czechosłowacji w latach 1920-1939, Warszawa 2020, Wydawnictwo Trybunału Konstytucyjnego[30].